# Бункју
Бункју (文久) је јапанска ера (ненко) која је настала после Манен и пре Генџи ере. Временски је трајала од марта 1861. до марта 1864. године и припадала је Едо периоду. Владајући монарх био је цар Комеи. Име ере Бункју у грубом преводу значи "школована прича" а повод за њено именовање је почетак новог круга зодијачких знакова (година пацова) за који се верује да доноси велике промене.

## Важнији догађајиБункјуере
- 1861. (Бункју 1): Укаи Гјокусен оснива први комерцијални фотографски студио (Еишин-до) у Еду.[3]
- Јануар 1862. (Бункју 1, дванаести месец): Бонин острва (Огасавара острва) су потврђени као део територије Јапана.[4]
- 1862. (Бункју 2): Бункју реформе олакшавају донете обавезе на даимјое које је раније донео бивши таиро Ии Наосуке у Ансеи ери.[5]>
- 14. септембар 1862. (Бункју 2, двадесетпрви дан осмог месеца): Намамуги инцидент. Самураји из Сацуме убијају енглеског трговца Чарлса Ленокса Ричардсона у Намамугију на Токаидо путу.
- 22. април 1863. (Бункју 3, пети дан трећег месеца): Шогун Ијемочи у пратњи од 3.000 људи путује за престоницу у посету цару. Ово је први пут да шогун посећује цара након 230 година када је то последњи пут урадио Ијемицу у ери Канеи (1634).[6]
- 28. април 1863. (Бункју 3, једанаести дан трећег месеца): Цар Конмеи и шогун Ијемочи посећују храмове Камо праћени великим бројем царских званичника и феудалних господара.[6]
- 29. април 1863. (Бункју 3, дванаести дан трећег месеца): Област Аизу прихвата под своју одговорност и заштиту јединицу Рошигуми која ће касније постати Шинсенгуми.
- 2. мај 1863. (Бункју 3, петнаести дан трећег месеца): Припадници Рошигумија одлазе за храм Конкаикомјоџи како би се по први пут заједно представили и исказали поштовање свом покровитељу, Мацудаири Катаморију. Како је Катамори био одсутан, представнике су примили двоје старијих званичника.
- 15-17. август 1863. (Бункју 3, други-четврти дан седмог месеца): Бомбардовање Кагошиме као одмазда за Намамуги инцидент.